# Newbiggin (Northumberland)
Newbiggin – przysiółek w Anglii, w Northumberland, w dystrykcie (unitary authority) Northumberland, w civil parish Blanchland. Leży 68.1 km od miasta Alnwick, 33.3 km od miasta Newcastle upon Tyne i 393.7 km od Londynu. W 1881 roku civil parish liczyła 77 mieszkańców.